# キープ・ウィルダイニング

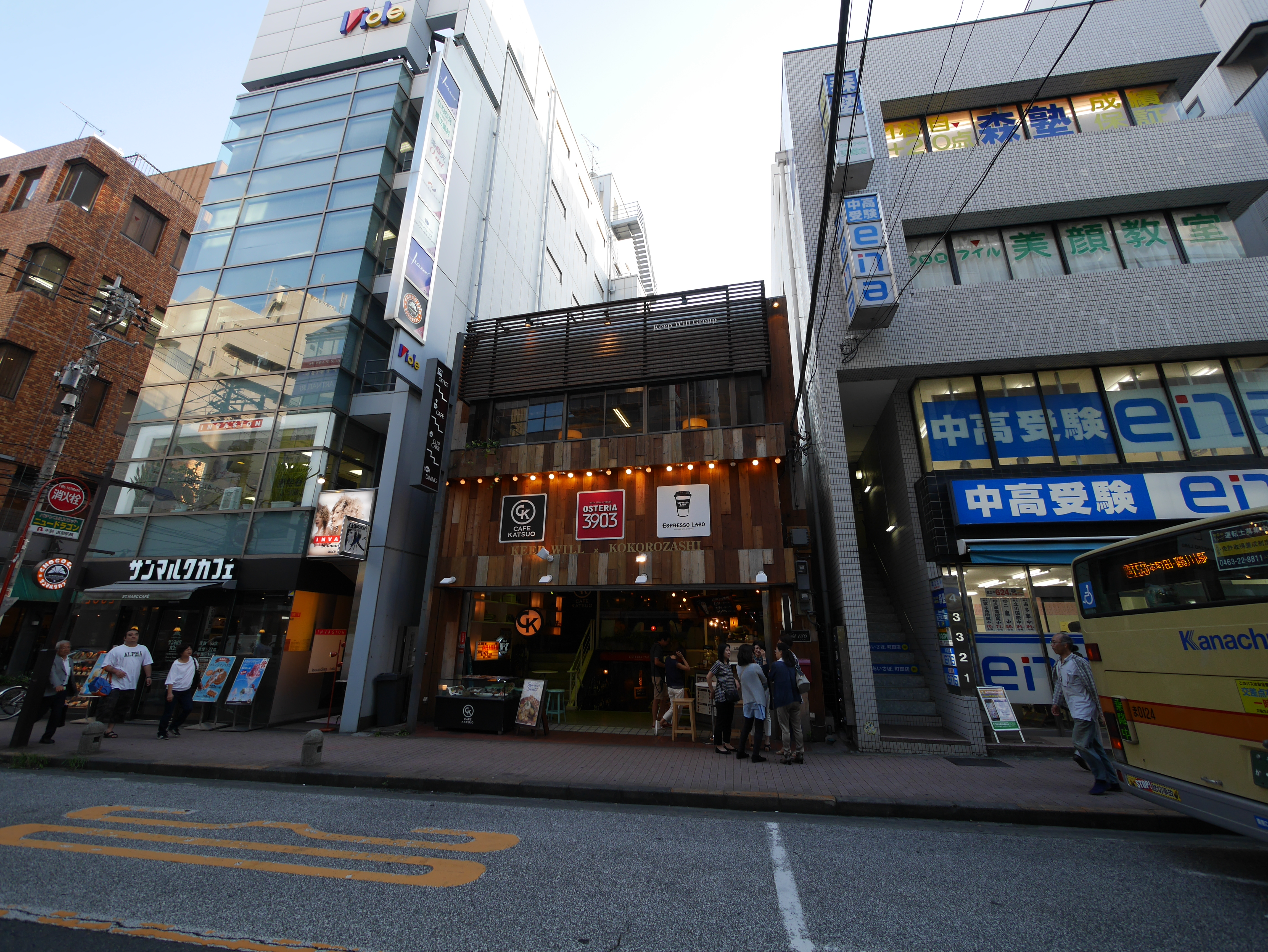
カフェカツオ兼旧本社屋

株式会社キープ・ウィルダイニングは、東京都町田市に本社を置く、レストランの運営ならびにコンサルティング事業を中心とする外食産業企業である。

## 概要
保志真人が、東京都町田市・神奈川県相模原市を中心に、飲食店を経営。飲食事業を軸としてプロデュース事業・コンサルティング事業・空間事業（ホステル・シェアハウス・コワーキングオフィス）を展開している。

## 沿革
- 2003年 - 神奈川・東林間に居酒屋「炎家」で創業。
- 2004年 - 株式会社キープ・ウィルダイニング設立。
- 2009年 - 別会社で保志真人の弟・保志智洋がカフェ業態「01カフェ」「カフェカツオ」「ラテグラフィック」を展開し始める。
- 2011年 - 町田に本拠地を移転する。
- 2015年 - 武相エリアのアーティストやアスリートを支援し始める[1]。
- 2018年 - 町田に「ライブラリー＆ホステル武相庵」を開業[2]。
- 2019年 - シェアオフィス 「BUSO AGORA」を開業[3]。
- 2020年 - 薬師池公園 四季彩の杜 ウェルカムゲート内に「44APARTMENT薬師池店」を開業[4]。
- 2023年 - 関東学院大学の横浜関内キャンパスに「AGORA KGU 関内」開業。